# Audioconferência
Audioconferência é um meio tecnológico que permite a comunicação e a interação de pessoas que estão localizadas em regiões diferentes através da voz, com o auxílio de linhas telefônicas comuns, internet, VoIP (Voice over IP-Rede de dados), conexão via cabo e bluetooth. Um exemplo dessa tecnologia é o software Skype.
No caso da internet, as pessoas interagem através de salas virtuais, as quais têm um número determinado de participantes e um moderador, através de áudio e texto, em tempo real.
Nesse chat que acontece em áudio e texto, os participantes que não estão falando podem participar mostrando suas opiniões e observações através da digitação de frases ou textos em tempo real junto com o que está sendo falado.
A realização da audioconferência através da internet permite associar à conferência ferramentas de transmissão de ficheiros entre moderador e os outros membros participantes.
A realização de audioconferência através de telefone, por sua vez, oferece uma maior qualidade de voz aos participantes. 
Para que seja possível a realização de uma audioconferência com vários participantes (acima de três) é necessário a utilização de um equipamento chamado bridge de áudio ou servidor de audioconferência, o qual faz o trabalho de mixar o som dos participantes. Existem atualmente empresas que oferecem audioconferência na forma de serviços, com isso não há a necessidade por parte dos usuários em investimentos em equipamentos de audioconferência.
Há basicamente dois tipos de realização de audioconferência:

- Meetme: os usuários ligam para um número de telefone de acesso e digitam um número de sala e senha.

- Dial Out: nesta modalidade um participante, a partir da audioconferência, liga para outros participantes e os coloca dentro da reunião virtual.

Formas de Acesso: usualmente um serviço de audioconferência pode ser acessado através de número telefônico local, número 0800, número 0300 ou através da internet (via voz sobre ip).

## Histórico
Com a evolução das redes de telecomunicações juntamente com as redes de computadores, a comunicação e as trocas de informações foram ganhando novos meios e equipamentos para serem propagadas entre emissores, receptores e suas mensagens. A audioconferência foi um desses meios criados para a transmissão de informações.
Surgiu na década de 90 junto com outras redes de integração, como por exemplo, a videoconferência, graças à evolução das tecnologias nas redes corporativas de computadores.

## Utilizações da Audioconferência

### Empresas
As empresas utilizam a tecnologia da audioconferência para redução de custos operacionais, pois com essa ferramenta, as empresas podem ter contato com seus sócios, funcionários e outros em tempo real  em regiões diferentes, não precisando gastar com passagens, hospedagem, alimentação, transporte, etc. Assim também economizam tempo para a realização de suas reuniões.
É um recurso que pode aumentar a produtividade, pois dependendo dos equipamentos utilizados para se fazer a audioconferência nas empresas, o número de participantes pode ser de acordo com o que o moderador deseja, possibilitando um grande número de pessoas a participarem da audioconferencia.
Para empresas, a audioconferencia está mais relacionada a equipamentos que contribuem para que, em uma única sala, várias pessoas reunidas possam falar com uma ou mais localidades, podendo porém todas elas escutarem claramente o que é dito e também falarem naturalmente para que todos sejam ouvidos. Isso se deve ao fato do equipamento possuírem, microfones bastante potentes e auto-falantes em uma única base (na maioria dos equipamentos são 3 microfones e 3 autofalantes), que são em formatos redondos,  triangulares ou octágonos, o que faz com que em qualquer posição que as pessoas estejam na sala de reunião tenha sempre um microfone e um alto-falante direcionado para estas. 
Os equipamentos de audioconferencia que são utilizados por empresas podem ser ligados a ramais de centrais telefônicas, diretamente em linha telefônica, ou via IP, ou ainda também existem modelos que aceitam a inserção de um cartão SIM para utilização da rede de celular. A quantidade de interligações para estes equipamentos depende diretamente do equipamento ao qual este estiver conectado, não sendo um recurso próprio deste tipo de equipamento. 

### Educação
Como já foi dito, a audioconferência permite a interação e a colaboração entre seus participantes, sendo muito utilizado na educação a distância, pois com esta ferramenta é possível fazer um  trabalho de ensino e aprendizagem em equipe, onde todos participam nas atividades. 
No entanto, o uso dessa ferramenta implica a existencia de um moderador. O seu papel é dirigir as atividades e o material a expor aos participantes da audioconferência. E para que o conteúdo seja passado de uma forma clara e sem complicações para os alunos, o professor precisa conhecer o sistema de audioconferência para poder aprontar as aulas.
Além do uso do áudio, o professor pode utilizar textos, gráficos, imagens ou até vídeos em suas aulas que podem ser transmitidas de onde o professor estiver, marcando data e hora com seus respectivos alunos, observando as regiões que eles estão localizados.

## Vantagens
A audioconferência possibilita várias vantagens em relação a custo, interação e informação:
- Reduz custo com viagens e estadias;
- Permite a utilização de computadores com as configurações mínimas, como caixa de som, microfone ou headphone, conexão a internet;
- A internet não precisa ser de banda larga, podendo ser de linha discada;
- Permite a interação de vários participantes em um mesmo ambiente e em tempo real;
- Os recursos básicos para se fazer a audioconferência podem está em locais de trabalho, residências e outros;
- Comunicação, interação, colaboração e aprendizagem entre os particpantes.
- Zalgo

## Ligações Externas
- http://www.telnext.com.br/audio_conferencia.asp
- http://www.willians.pro.br/didatico/Cap2_2.htm
- http://www.skype.com/intl/pt-pt/
- http://www.willians.pro.br/disciplinas/_Audio_Video_Teleconferencia%20Compactada.pps